# Chivarreto Boxing
La Chivarreto Boxing è una variante della boxe a mani nude.
Detto anche Boxeo a puño limpio, viene praticato nella villa Chivarreto a San Francisco El Alto, in Guatemala.

## Regole
In genere, ci sono quattro arbitri presenti per far rispettare le regole e proteggere i combattenti da danni inutili, invece di uno come in altri tipi di boxe. Gli incontri si svolgono all'interno di un ring, che si trova nei pressi di Chivarreto piazza in modo che tutti i residenti di Chivarreto e anche i turisti provenienti da altre zone possano essere spettatori.
A differenza di altri tipi di pugilato, i knockout sono dichiarati immediatamente  quando un concorrente colpisce il pavimento dopo aver ricevuto un pugno. I knockout sono anche dichiarati se uno dei concorrenti si dimette. Se un ko non si verifica dopo un po', spetta ai concorrenti decidere quando finire il loro incontro, dopo di che i quattro arbitri decidono su un vincitore.